# Joellen Louise Russell
Joellen Louise Russell (Seattle, 1970) es una oceanógrafa y climatóloga estadounidense. Es una profesora en el Departamento de Geociencias en la Universidad de Arizona, Tucson, donde tiene afiliaciones conjuntas entre los Departamentos de Ciencias Lunares y Planetarias, Hidrología y Ciencias Atmosféricas, y el programa de Matemática Aplicada del Departamento de Matemática. Fue nombrada Thomas R. Brown Catedrática Distinguida de Ciencia Integrativa en 2017.

## Biografía y educación
Russell nació en Seattle (Washington), y creció en Kotzebue, Alaska, un pueblo de pescadores esquimales a 30 millas al norte del círculo polar ártico, donde su padre trabajó para el Servicio de Salud Indio. Desde los 12 años de edad, Russell sabía que quería ser oceanógrafa. Russell asistió a la escuela de St. Paul's en Concord, Nuevo Hampshire, luego pasó un año escolar en el extranjero en Rennes, fue una Radcliffe National Scholar en Universidad de Harvard donde obtuvo una licenciatura en geociencias medioambientales. Hizo su primer crucero de investigación al Océano Antártico en 1994, y pasó casi un año de su carrera de posgrado en el mar allí antes de completar su doctorado en Oceanografía en 1999 en la Institución Scripps de Oceanografía de la Universidad de California, San Diego. Obtuvo una beca posdoctoral JISAO en la Universidad de Washington y luego pasó varios años como científica investigadora en la Universidad de Princeton y el Laboratorio de Dinámica de Fluidos Geofísicos de la NOAA en Princeton, Nueva Jersey, durante la preparación para la 4.a Evaluación del Panel Intergubernamental sobre Cambio Climático (IPCC-AR4). Russell se convirtió en miembro de la facultad del Departamento de Geociencias de la Universidad de Arizona en 2006 y se convirtió en profesora titular en 2019.

## Carrera e investigación
La investigación de Russell explora la función del océano en el clima global, centrando en el Océano Antártico y los vientos del oeste del hemisferio sur. Russell utiliza modelos del sistema terrestre y del clima global para simular el clima y el ciclo del carbono del pasado, el presente y el futuro, y desarrolla métricas basadas en la observación para evaluar estas simulaciones. El trabajo de Russell sobre los vientos del oeste la llevó a logro de investigación más reconocido hasta el momento: la creación de un nuevo paradigma en la ciencia del clima, principalmente, que los climas más cálidos producen vientos del oeste más fuertes. Esta idea resolvió una de las paradojas climáticas de larga data: el mecanismo responsable de transferir un tercio del dióxido de carbono en la atmósfera al océano y luego de regreso durante los repetidos ciclos glaciales-interglaciares.
Russell lidera el tema de modelamiento del proyecto de proyecto de Observación y Modelado de Carbono y Clima del océano Austral (SOCCOM), incluyendo su Proyecto de Comparación de Modelos del océano Austral (SOMIP).
Actualmente se desempeña como presidenta del Grupo de Trabajo sobre Clima de la Junta Asesora Científica de la NOAA, como Líder Objetivo del AntarcticClimate21 del Comité Científico de Investigación Antártica, y en la junta asesora del Modelo del Sistema Terrestre Comunitario (CESM) del Centro Nacional de Investigación Atmosférica (NCAR).

## Impacto
Russell es una de los 14 científicos del clima detrás de un informe amicus curiae que apoya al demandante en la histórica decisión de 2007 de la Corte Suprema de Estados Unidos sobre las emisiones de dióxido de carbono y el cambio climático, Commonwealth of Massachusetts, et al. contra la Agencia de Protección Ambiental de EE. UU. Este informe amicus fue el único citado en esta decisión histórica que estableció que el dióxido de carbono es un contaminante atmosférico y que la EPA debe regularlo.

## Premios y reconocimientos
- 2017  – Thomas R. Brown Catedrática Distinguida de Ciencia Integrativa[17]
- 2014–1885 1885 Premio de Investigadora Distinguida de la Sociedad, Universidad de Arizona[18][19]
- 2012-presente – Miembro, Fundación Familiar Comer, grupo “Changelings”[20]
- 2011-2012 – Conferencista distinguida, Asociación Estadounidense de Geólogos del Petróleo[21]
- 2010 – Premio Docente de Educación General del Provost, Universidad de Arizona[22]
- 1989-1993 – Becaria Nacional Radcliffe, Universidad de Harvard, Cambridge, MA